# S/S Upsala (1822)
S/S Upsala, var en hjulångare byggd vid Samuel Owens verkstad på Kungsholmen och sjösattes 1822. Upsala hade en längd av 78,25 fot, var 14,19 fot bred och hade en maskinstyrka på 22 hästkrafter. Ångbåten kunde ta 200 passagerare.
Upsala sattes in i trafik mellan Uppsala och Stockholm den 6 maj 1822. Båten anlöpte däremellan Nockeby, Stäket, Rosersberg, Sigtuna och Skokloster. Kommissionärer var i Stockholm Strindberg & son och i Uppsala handlare Littorin. Redan första året råkade man på problem, då vattenståndet i Fyrisån och Mälaren ovanligt lågt. Redan i början av juni måste fartyget lägga ting i Flottsund och gästgivaren i Alsike mötte upp passagerarna med hästar för vidare transport till Uppsala. Efter att vattenståndet sjunkit ytterligare fick fartyget problem att passera Stäket och Erikssund, där inga sprängningar ännu ägt rum, och 21 juni inställdes trafiken, och Upsala sattes istället in på en rutt Stockholm-Arboga.
1823 återupptogs trafiken, och detta året gick trafiken bättre, men behovet av muddring blev uppenbart, och 1825 genomfördes muddringsarbeten i Fyrisån, och Upsalas slutstation måste på nytt förläggas till Flottsund. 1837 fick plötsligt Upsala konkurrens av tre nya hjulångare, Freya, Thor och Upland. Redan året därpå gick Upsala, sina sista turer, och skrotades kort därpå och sänktes vid Owens verkstad på Kungsholmen.
Ångbåten Upsala kom att få flera efterföljare med samma namn; Upsala byggd 1845, Upsala 1860 och Nya Upsala byggd 1855 som tidigare hette Wästerås, sattes 1880 in på trafik Stockholm-Uppsala.